# Cattleya guttata
La Cattleya guttata es una especie de orquídea epifita o litofita que pertenece al género de las Cattleya.  

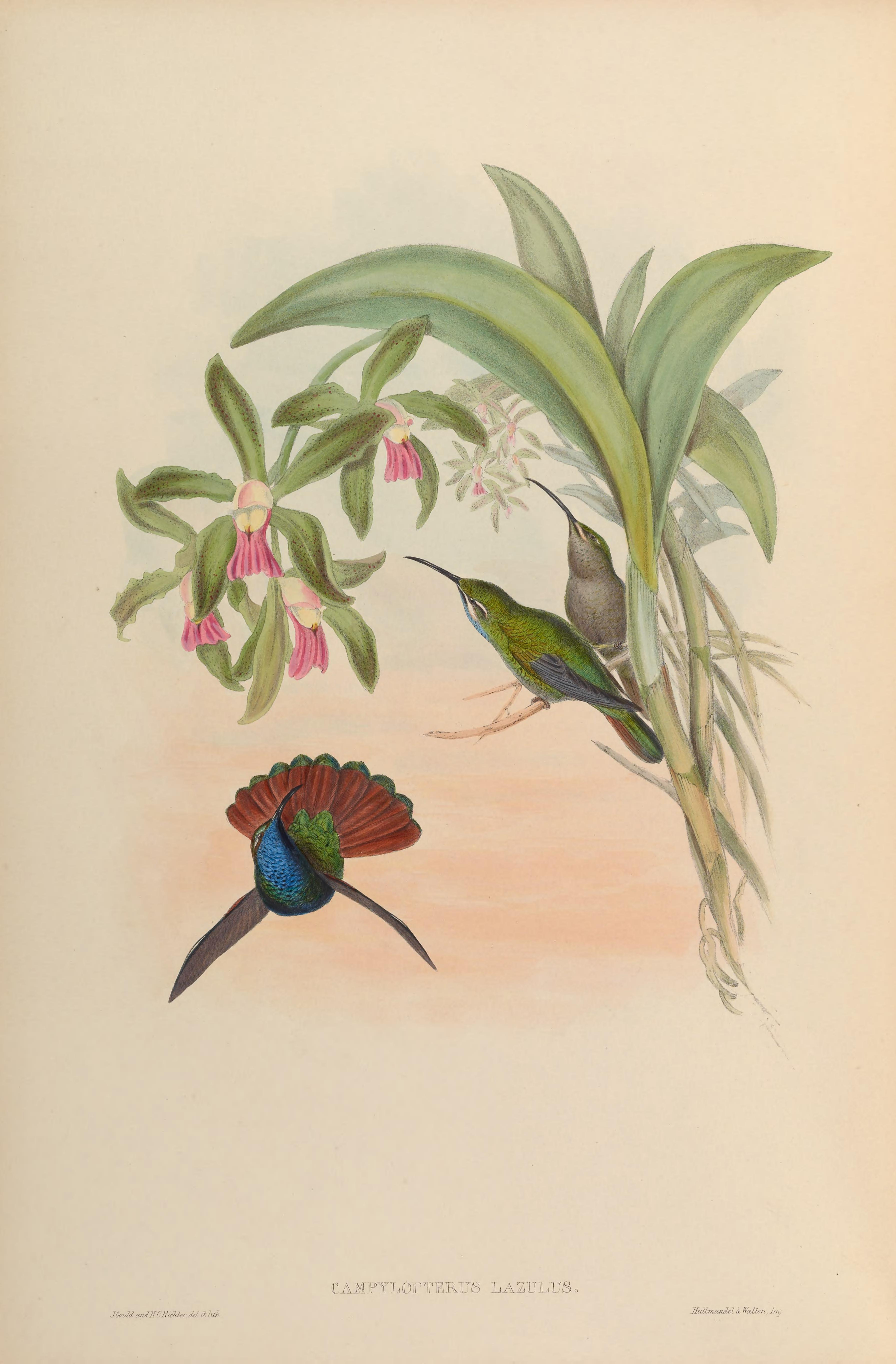
Ilustración

## Descripción
Es una orquídea de tamaño mediano a grande, de hábitos de epifita  o litofita con pseudobulbos cilíndricos y alargados que llevan 2 hojas apicales, extendidas, elíptico-oblongas,  muy coriáceas. Florece en el otoño y el invierno en una inflorescenica terminal de 45 cm de largo con pocas a varias flores cubiertas por una amplia vaina seca y que da lugar a flores de cera, fragantes que pueden ser larga o corta duración.

## Distribución
Se encuentra en Brasil cerca de la orilla del mar.     

## Taxonomía
Cattleya guttata fue descrita por John Lindley y publicado en Edwards's Botanical Register 17: t. 1406. 1832.
Etimología
Cattleya: nombre genérico otorgado en honor de William Cattley orquideólogo aficionado inglés,
guttata: epíteto latíno que significa "manchada".
Sinonimia
- Cattleya elatior Lindl.
- Cattleya leopoldii subsp. pernambucensis (Rodigas) Brieger
- Cattleya sphenophora C.Morren
- Epidendrum amethystoglossum Rchb.f.
- Epidendrum elatius (Lindl.) Rchb.f.[1][5][6]